# Théorème de Miquel
En géométrie plane, les théorèmes de Miquel sont des théorèmes concernant des cercles concourants.

## Les énoncés
Théorème des trois cercles — Soient trois cercles (C1), (C2), (C3) se rencontrant en un point M, on appelle D, E et F les autres points d'intersection des cercles (C2) et (C3), (C3) et (C1), (C1) et (C2) respectivement. Soit A un point de (C1) tel que la droite (FA) recoupe (C2) en B et la droite (EA) recoupe (C3) en C. Alors les points B, D et C sont alignés.
Réciproque : si ABC est un triangle, et si D, E et F sont trois points situés respectivement sur (BC), (CA) et (AB) alors les cercles circonscrits aux triangles AEF, BDF et CDE se rencontrent en un point M ,,,.
Théorème du quadrilatère complet — Si ABCDEF est un quadrilatère complet alors  les cercles circonscrits aux triangles EAD, EBC, FAB et FDC sont concourants en un point M appelé point de Miquel.
Démontré en 1838 par A. Miquel, ce résultat fut dénommé théorème du pivot par Forder.
Cercle de Miquel
Les centres O1, O2, O3, O4 des quatre cercles et le point de Miquel M sont cocycliques.
Le cercle contenant ces cinq points est appelé cercle de Miquel.
Théorème des quatre cercles — Soient (C1), (C2), (C3) et (C4) quatre cercles. On note respectivement A1 et B1 les intersections de (C1) et (C2), A2 et B2 les points d'intersection de (C2) et (C3), A3 et B3 les intersections de (C3) et (C4) et A4 et B4 les intersections de (C1) et (C4), les points A1, A2, A3, A4 sont alignés ou cocycliques si et seulement s'il en est de même des points B1, B2, B3, B4.
Théorème du pentagone — Si ABCDE est un pentagone quelconque. Si F, G, H, I, J sont les points d'intersection des côtés (EA) et (BC), (AB) et (CD), (BC) et (DE), (CD) et (EA), (DE) et (AB) respectivement, alors les points d'intersection des cinq cercles circonscrits à ABF, BCG, CDH, DEI, EAJ sont situés sur un sixième cercle.
Théorème des cinq cercles (ou des six cercles) — Si (C1), (C2), (C3), (C4), (C5) sont cinq cercles dont les centres sont sur un cercle (C) et qui se coupent entre voisins sur (C) alors les cinq droites joignant les points d'intersection non situés sur (C) d'un cercle avec ses voisins se rencontrent sur les cercles.

## Remarques historiques
Auguste Miquel a publié une partie de ces théorèmes dans les cahiers de Liouville (Journal de mathématiques pures et appliquées) en 1838.
Le premier théorème de Miquel est un résultat classique connu bien avant lui utilisant le théorème de l'angle inscrit.
Le nom de point de Miquel est attribué au point de concours des quatre cercles d'un quadrilatère complet mais la propriété était connue déjà par Jakob Steiner (1828) et même probablement par William Wallace.
Le théorème des cinq cercles (ou des six cercles) est un cas particulier d'un théorème général énoncé et démontré par le mathématicien William Kingdon Clifford. Ce problème est revenu au goût du jour à la suite d'un défi lancé en 2002 par le président chinois Jiang Zemin lors d'un congrès de mathématiciens à Pékin en 2002. Il fut repris par Alain Connes lors d'un séminaire en octobre 2002.